# Markscheider Kunst
«Маркше́йдер Кунст» (нем. Markscheider — «горный инженер», Kunst — «искусство») — музыкальная группа, образованная в 1992 году студентами-маркшейдерами в Санкт-Петербурге. В начале предпочтение отдавалось стилю жёсткого рокабилли, но потом в творчестве группы стали все отчётливее появляться элементы блюза, а позже — латино, ямайские и этнические мотивы.

## Состав

### Состав
- Кирилл Оськин — бас-гитара, контрабас
- Даниил Прокопьев — барабаны
- Кирилл Ипатов — перкуссия
- Владимир Матушкин — гитара, перкуссия
- Денис Рачков — акустическая гитара, вокал и административные обязанности
- Антон Боярских — тромбон
- Егор Попов — труба

### Бывшие участники
- Сергей Ефременко (ЕФР) — вокал, гитара, автор текстов (скончался 22 января 2024 года)[1]
- Серафим Селенге Макангила — вокал
- Михаил Николаев — тимбалес, конгас
- Рамиль Шамсутдинов — тромбон
- Вадим Ягман — труба
- Алексей Канев — саксофон
- Митя Храмцов — губная гармоника
- Сергей Егоров — барабаны, вокал
- Иван Неклюдов — тенор-саксофон
- Антон Вишняков — тромбон
- Александр Плюснин — труба

## Дискография

### Альбомы
- 1992 — «Р. Ф. О.»
- 1995 — «Кем быть»
- 1996 — «St. Petersburg — Kinshasa TRANSIT»
- 2000 — «Live at club Havana»
- 2001 — «Красиво слева»
- 2003 — «На связи»
- 2005 — «St. Petersburg — Kinshasa TRANSIT» (переиздание)
- 2008 — «Cafe Babalu»
- 2010 — «Utopia»
- 2016 — «Хамелеон»
- 2020 — «Freedom»

### Синглы
- 2001 — «DANCE» (макси-сингл)
- 2006 — «Рыба»[2] (макси-сингл)
- 2011 — «Солдаты Джи»
- 2014 — «Брадобрей»

## Факты
- Песни «Jamaica», «Счастье@ru», «Кваса-Кваса» и «Танец» использовались в фильме «Питер FM» в качестве саундтрека[3].
- Группа принимала участие в записи саундтрека к фильму «Кислород»[4].
- В 2010 году группа приняла участие в ежегодном рок-фестивале «Сотворение мира».
- Выступали на Первом канале в программе «Yesterday LIVE» с песней «Не спеша».
- Выступали на нём же в программе «Вечерний Ургант» с песней «Кваса-Кваса».
- Песня «Кваса-Кваса» была саундтреком в фильме «Любовь в большом городе 2».